# Надгробни споменик абаџији Гаврилу Ђорђевићу у Дучаловићима
Споменик абаџији Гаврилу Ђорђевићу (†1857) у Дучаловићима налази се на Подовчарском гробљу у селу Дучаловићи, Општина Лучани. Надгробник дучаловићком абаџији рад је чувеног драгачевског каменоресца Радосава Чикириза.

## Опис
Споменик „усадник” обликa квадра исклесан од живичког пешчара. На источној страни, испод малтешког крста уписаног у кружницу, исклесан је декоративни удвојени крст на постољу, детаљ чест на споменицима половине 19. века. Текст епитаф, уклесан у плитким апсидално засведеним нишама надвишеним крстом. Натпис започиње на западној, а завршава на бочним странама споменика. У лунетама изнад натписа урезане су ликовне представе: птица, стилизовани цвет и розета.
Споменик је добро очуван, али у знатној мери прекривен патином и лишајем. 

## Епитаф
Eпитаф уклесан читким, декоративним словима предвуковског писма неједнаке величине. У препису Николе Нике Стојића, натпис гласи:
овде почива раб Божи ГАВРИЛО син поч: Пантелие Ђорђевића Бивши Абаџија и житељ дучаловски поживи 25. Г. а умре 14: ијануара 1857=
споменик оваи Сподиже му верна супруга Его Мара и са знањем и трудом: еја девера
Павла Аксентијевића из Тог Села. и подписа Радосав Чикириз от села ртију Помени господи в Царству твоем.

Директан препис са споменика гласи: 
овде почi
ва рабъ Бо
жiҋ Гаври
ло сынъ
поч: Панте
лiе Ђорђе
вића, Быв
шiҋ Абаџiя
и житељ ду
чаловскiҋ
поживи 25. Г.
а умре 14: iя
нуара 1857=
споме
никъ Оваҋ Спо
дiжему
вҍрна
супр
га Его
Мара
а сазна
нҍмъ
итру
дом: Єя
дѣвера=
Павла
Яксен
тiјевiћа
из Тогъ
Села.
подпи
са Ра
досавъ
Чiкiрiзъ
Ѿот села
ртiю
Помяни Го
споди во цар
стви Твоем